# Allodonta viola
Allodonta viola är en fjärilsart som beskrevs av Alexander Schintlmeister 1997. Allodonta viola ingår i släktet Allodonta och familjen tandspinnare. Inga underarter finns listade i Catalogue of Life.